# Eva Ollikainen
Eva Ollikainen, född 1982, är en finsk dirigent och pianist. Hon har studerat vid Sibelius-Akademin för Jorma Panula och Leif Segerstam. I 2003 Ollikainen vann den andra Jorma Panula–dirigenttävlingen, och har sedan dess turnerat flitigt speciellt i Sverige. Hon har dirigerat bland annat finska Radions symfoniorkester, Åbos filharmoniska orkester, Islands symfoniorkester, London Philharmonic Orchestra, Philharmonia Orchestra, Kungliga Filharmoniska Orkestern, Sveriges radios symfoniorkester, Helsingborgs symfoniorkester, Malmö symfoniorkester, Nordiska Kammarorkestern samt statsorkestrarna i Estland och Litauen. Hon var 
chefsdirigent hos Nordiska Kammarorkestern 2018–2021.
Ollikainen är medlem i finska Uusinta kammarensemblen. Hon har uruppfört flera verk av speciellt finska tonsättare.